# Симпсон, Эндрю
Эндрю Джеймс «Барт» Симпсон MBE (англ. Andrew James "Bart" Simpson, 17 декабря 1976, Чертси, Суррей, Великобритания — 9 мая 2013, Сан-Франциско, Калифорния, США) — британский яхтсмен, чемпион летних Олимпийских игр (2008), чемпион мира (2010), неоднократный призёр чемпионатов мира и Европы.

## Спортивная карьера
Окончил Университетский колледж Лондона, получив степень в области экономики. Помимо занятий парусным спортом, был заядлым футболистом.
Начал свою спортивную карьеру в классе «Лазер», прежде чем перейти на более тяжелый класс «Финн». В 2001 году стал серебряным призёром чемпионата Европы в итальянском Мальчезине, в 2003 году на чемпионате мира в испанском Кадисе завоевал бронзовую медаль в этом классе.
Впоследствии перешёл в класс «Звёздный», где выступал с другом детства Йеном Перси. Среди их совместных достижений на мировых и европейских первенствах титулы:
- серебряные призёры чемпионата мира-2012 в Йере (Франция),
- чемпионы мира-2010 в Рио-де-Жанейро (Бразилия),
- бронзовые призёры чемпионата мира-2007 в Кашкайше (Португалия)
- серебряные призёры чемпионата Европы-2009 в Киле (Германия)
- бронзовые призёры чемпионата Европы-2007 в Мальчезине (Италия).

На летних Играх в Пекине (2008) стал олимпийским чемпионом, через четыре года в Лондоне (2012) вместе со своим постоянным партнёром завоевал серебряную медаль.
Трагически погиб во время подготовки к 34-й регате Кубок Америки в США во время тренировки в заливе Сан-Франциско. Катамаран, на борту которого находился спортсмен, перевернулся. Яхтсмен запутался в канатах и не смог вовремя всплыть.